# Tina Beattie

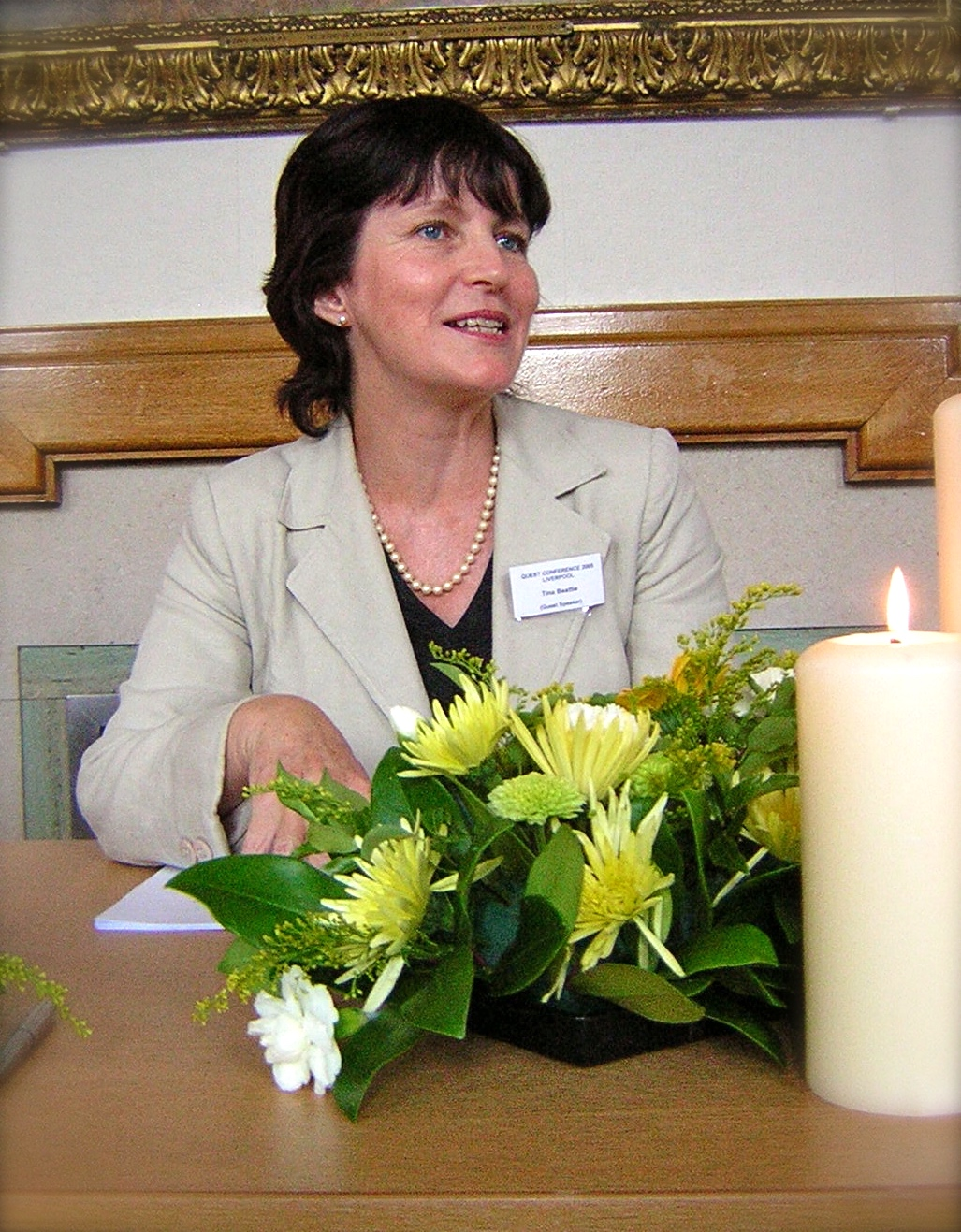
Tina Beattie

Tina Beattie, född 16 mars 1955, är en engelsk katolsk teolog och författare. Hon är professor i catholic studies (katolsk teologi/katolska studier) vid Roehamptons universitet i sydöstra London. Beattie växte upp i Afrika, flyttade till England med man och barn och började sina universitetsstudier först 1991. Hon tog examen i teologi vid Bristols universitet, och doktorerade 1998 inom mariologi. Hon är känd särskilt för sin inriktning på vår tids etiska frågor, samt katolsk förståelse av feminism.

## Teologi
I Beatties forskning och publicerade böcker finns förutom mariologi arbeten om katolsk teologi och psykoanalys, kön och sexualitet inom teologin, teologi och konst, ateism och religion samt religion och kvinnors rättigheter. Beattie menar att Katolska kyrkans sexuallära precis som dess sociallära inte bör vara absolut, utan ta hänsyn till omständigheterna även vad gäller synen på preventivmedel och homosexualitet. Hon menar att vår tid behöver en realistisk teologi om äktenskap, sexualitet och föräldraskap, och åberopar forskning av den amerikanske teologen Charles Curran.
| ”                                                 | Curran hävdar att det finns två metodologiska modeller som man arbetar efter i den katolska undervisningen efter Andra Vatikankonciliet. När det rör kyrkans sociallära erkänner man samhällens kontextuella och historiska karaktär; sålunda har de dokument som rör socialläran en dynamisk förmåga att engagera sig i och reagera positivt på utmaningarna i en föränderlig värld. Men i frågor som rör sexualiteten förblir kyrkan rotad i en ahistorisk absolutistisk attityd som eftersträvar att vidmakthålla eviga universella sanningar om meningen och syftet med människans sexualitet, på ett sätt som går emot föränderliga samhälleliga värden. | „ |
| – Tina Beattie, översättning av Anna Maria Hodacs | |   |

Som feministteolog har Beattie i New Catholic Feminism. Theology and Theory (2005) kritiserat Hans Urs von Balthasar för att övertolka den klassiska kristna brudmystiken och framställa Gud på ett övermaskulint sätt, vilket riskerar att cementera kvinnors underordning. Hon har sammanfattat och resonerat kring den tankeströmning om Jungfru Maria som präst ("jungfruprästen") som kulminerade kring förra sekelskiftet, och hon kritiserar den gängse feministteologin som hon menar har en "starkt politiserad och agnostisk" agenda. Hon läser hellre in flytande kön i den katolska traditionen än lutar sig mot den essentialism, som är vanlig i katolsk feminism.
Hennes senaste vetenskapliga bok handlar om Thomas av Aquino (Theology after Postmodernity, 2013).

## Organisationer och media
Beattie är en ofta anlitad talare på ämnen kring religionens roll i vårt tids samhälle, har hållit föredrag i knappa dussinet länder och medverkar regelbundet i brittisk radio. Hon skriver regebundet i dagstidningen The Guardians online-version och i den katolska veckotidningen The Tablet, där hon också ingår i redaktionsrådet. Hon är teologisk rådgivare för den engelsk-walesiska biskopskonferensens biståndsorganisastion CAFOD. Tidigare satt hon även ordförande i en förening för brittiska teologer, Catholic Theological Association of Great Britain (CTA)

## Insändarkontroversen
Tillsammans med 26 andra - teologer, präster och lekmän - undertecknade Beattie en insändare publicerad i The Times 13 augusti 2012 som hävdade att enskilda katoliker utifrån sitt samvete mycket väl kan argumentera för att homosexuella bör få ingå civilrättsliga (men inte kyrkliga) äktenskap, även om kyrkans biskopar uttalat motsatt hållning. Detta ledde till att Beattie, som inte tillhör de teologer som offentligt kritiserats eller fördömts av katolska kyrkans ledning i Rom fick en föreläsning som hon i september skulle ha hållit i Clifton Cathedral i Bristol inställd. Enligt Beattie hade biskopen Declan Lang blivit ombedd av Troskongregationen att ställa in föreläsningen, och hon uttryckte förståelse för hans svåra sits. I november 2011 avbokade ett katolskt universitet i San Diego i USA in hennes föreläsningar med mindre än två veckors varsel efter påtryckningar från universitetets finansiärer. I september 2014 har även en föreläsning i Edinburgh ställts in, då ärkebiskopen Leo Cushley bett arrangören att avlysa arrangemanget.
De inställda universitetsföreläsningarna i USA väckte oro hos åtskilliga teologer som menar att kyrkan är i stort behov av fri dialog mellan de akademiska teologerna, och flera akademiker har protesterat offentligt samt skrivit till universitetet i San Diego om händelserna. Eamon Duffy, professor i kyrkohistoria i Cambridge, yttrade att universitetet genom att dra tillbaka inbjudan bidrar till en "sovjetisering" av intellektuellt katolskt liv. Inom den svenska sfären menade dominikansystern Katrin Åmell i Signum att frågan om Beatties inställda universitetsföreläsning handlar om teologers rätt att "i samarbete med kolleger fritt uttrycka sig kring vad de kommer fram till i sin forskning. Som historien redan visat, inte minst genom Andra Vatikankonciliet, gagnar detta kyrkan."
Beattie har fått skarp kritik av konservativa katoliker för de av hennes åsikter som strider mot Katolska kyrkans officiella lära, givetvis vad gäller möjligheten för homosexuella att ingå civila äktenskap men även kvinnor och prästämbetet, preventivmedel och hennes åsikter att man bör tillämpa fler nyanser i de etiska ställningstagandena kring tidiga aborter. I bloggosfären har förekommit klipp-och-klistrande ur hennes verk som tar saker ur sitt sammanhang för att framställa henne i dålig dager. Beattie har därför skrivit en text som redogör för hennes teologiska ståndpunkter, där hon påpekar att hon skiljer på sin roll som universitetsanställd teolog och lärare i kyrkans namn, och inte säger kontroversiella saker under förespegling att undervisa i kyrkans officiella lära. Vad gäller den mer seriösa kritiken har hon kommenterat på sin blogg:
| ”                                             | In the process of cultural and theological change, there will always be some who lead the way too enthusiastically and others who lag behind too reluctantly, while wise leaders would seek to hold the two in creative tension and allow for organic and constructive change as our understanding increases. -- (När kulturell och teologisk förändring pågår kommer det alltid att finnas de som går före, alldeles för entusiastiskt, och andra som alltför motvilligt släpar bakom. Kloka ledare försöker hålla dessa två i kreativ spänning mot varandra och möjliggöra organisk och konstruktiv förändring, allteftersom vår förståelse ökar.) | „ |
| – Tina Beattie, på sin blogg Marginal Musings | |   |